# Pristomyrmex wilsoni

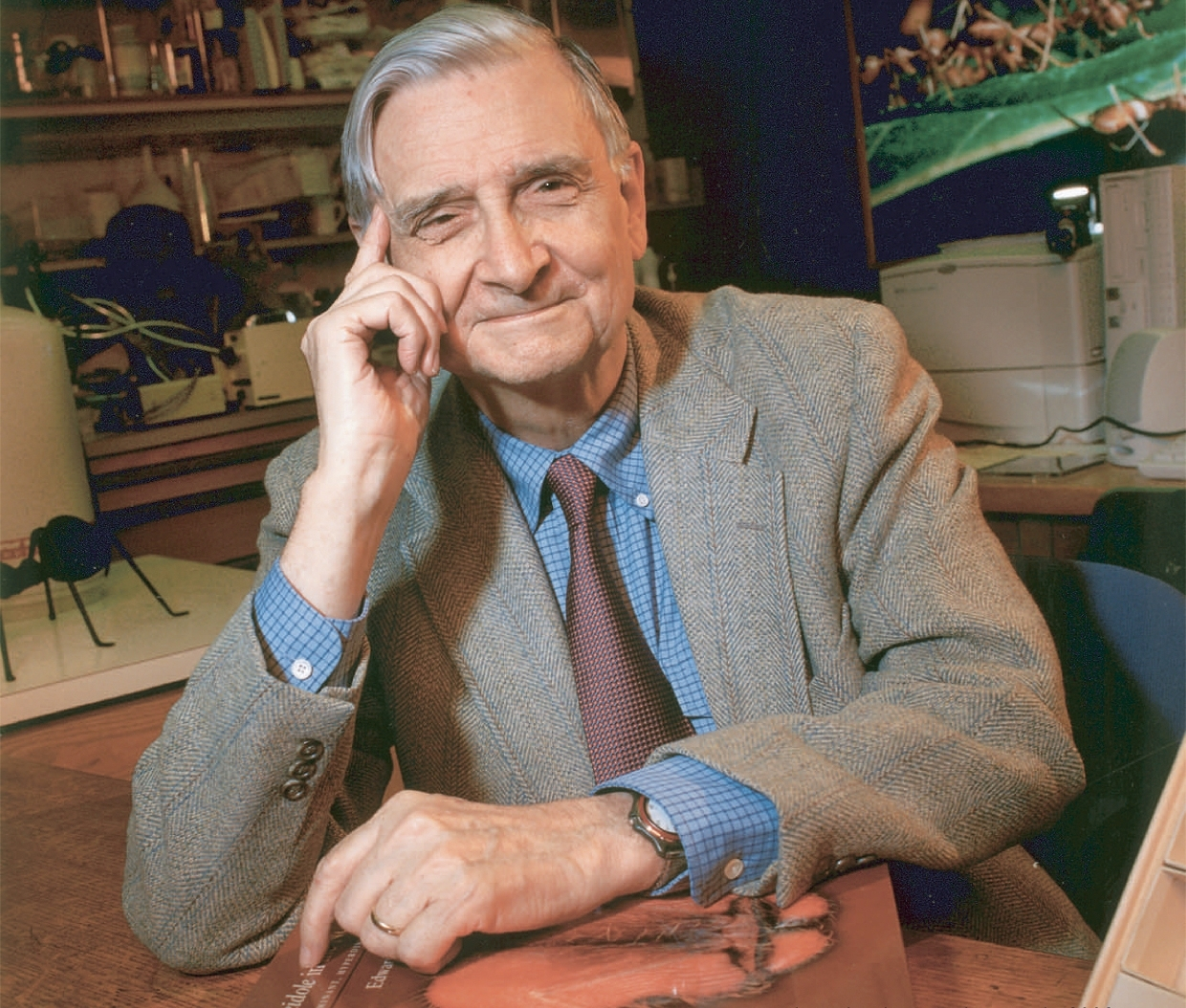
Профессор Эдвард Уилсон, в честь которого был назван новый вид.

Pristomyrmex wilsoni  (лат.) — вид муравьёв рода Pristomyrmex (Formicidae) из подсемейства Myrmicinae. Эндемик Австралии.

## Распространение
Встречаются в штате Квинсленд, на востоке Австралии.

## Описание
Длина тела составляет 4,1—4,9 мм. Окраска тела от красновато-коричневой до чёрновато-бурой. Усики состоят из 11 члеников, скапус значительно превосходит длину головы и выступает за затылочный край. Нижнечелюстные щупики состоят из 2 члеников, а нижнегубные — из 3. В сложных глазах около 10 фасеток в самом длинном ряду. Усиковые бороздки и лобные валики отсутствуют. Длина головы равна 0,9—1,1 (ширина — 0,96—1,12 мм; соотношение сторон — 0,96—1,04), длина скапуса — 1,21—1,46 мм, длина груди — 1,14—1,30 мм. Мандибулы гладкие и блестящие, с одной или двумя морщинками и с тремя зубцами на жевательном крае. Шипики на пронотуме и на эпинотуме относительно длинные (0,66—0,88 мм и 0,66—0,82 мм соответственно), загнутые. Голова, грудка, стебелёк и брюшко гладкие и блестящие. Дорзальная поверхность головы и груди в многочисленных отстоящих и полуотстоящих волосках.
Чрезвычайно длинные шипики на груди отличают этот вид от других членов рода Австралии. По строению рабочих (длинным шипикам и скапусом) близок к видам Pristomyrmex curvulus и Pristomyrmex longispinus с Филиппин. Однако, у последних двух видов в нижнечелюстных щупиках только один членик, а на жевательном крае мандибул два зубца.

## Этимология
Название дано в честь американского мирмеколога академика Эдварда Осборна Уилсона.